# Ellery Queen's Mystery Magazine
Ellery Queen's Mystery Magazine (dal 1993 Ellery Queen Mystery Magazine) è una rivista letteraria specializzata in narrativa di genere poliziesco pubblicata negli USA dal 1941 dalla Mercury Press.
È una delle poche riviste di narrativa sopravvissute al periodo di crisi dagli anni '50 agli anni '70 divenendo la rivista più longeva esistente. Nel corso della sua storia ha incoraggiato attivamente nuovi scrittori e, da quando la maggior parte delle pubblicazioni ha incominciato ad accettare contributi solo tramite agenti letterari, continua ad accettare contributi non richiesti inviati direttamente dagli autori per posta.